# Serie A 1957 (pallavolo maschile)
La Serie A maschile FIPAV 1957 fu la 12ª edizione del principale torneo pallavolistico italiano organizzato dalla FIPAV.
Per ogni vittoria veniva assegnato un punto. Il titolo fu conquistato dall'Avia Pervia Modena dopo uno spareggio vinto a Bologna il 14 luglio 1957 per 3-2 (15-4, 11-15, 5-15, 15-12, 15-12) contro la Sestese Sesto Fiorentino. Non vi furono retrocessioni per allargamento dei quadri.

## Classifica
| Pos. | Squadra                  | Pt | G  | V  | P  | SV | SP |
| ---- | ------------------------ | -- | -- | -- | -- | -- | -- |
| 1.   | Avia Pervia Modena       | 10 | 14 | 10 | 4  | 33 | 18 |
| 2.   | Sestese Sesto Fiorentino | 10 | 14 | 10 | 4  | 34 | 20 |
| 3.   | CUS Parma                | 8  | 14 | 8  | 6  | 28 | 30 |
| 4.   | Assi Firenze             | 8  | 14 | 8  | 6  | 33 | 27 |
| 5.   | Ciam Villa d'Oro Modena  | 7  | 14 | 7  | 7  | 34 | 31 |
| 6.   | Olimpia Vercelli         | 5  | 14 | 5  | 9  | 26 | 32 |
| 7.   | Minelli Modena           | 4  | 14 | 4  | 10 | 22 | 33 |
| 8.   | Pallavolo Dalmine        | 4  | 14 | 4  | 10 | 18 | 37 |

| Campione d'Italia |

## Risultati

### Tabellone
|                    | Dalmine | Firenze | Modena AP | Modena Minelli | Modena Villa d'Oro | Parma | Sesto Fiorentino | Vercelli |
| ------------------ | ------- | ------- | --------- | -------------- | ------------------ | ----- | ---------------- | -------- |
| Dalmine            | XXX     | 3-2     | 0-3       | 3-2            | 3-2                | 3-1   | 0-3              | 0-3      |
| Firenze            | 3-2     | XXX     | 3-0       | 3-1            | 3-1                | 3-1   | 0-3              | 3-2      |
| Modena AP          | 3-1     | 2-3     | XXX       | 3-0            | 3-2                | 3-0   | 3-0              | 3-0      |
| Modena Minelli     | 3-1     | 0-3     | 1-3       | XXX            | 2-3                | 3-0   | 3-2              | 3-0      |
| Modena Villa d'Oro | 3-0     | 3-2     | 3-1       | 3-1            | XXX                | 2-3   | 2-3              | 3-2      |
| Parma              | 3-0     | 3-2     | 1-3       | 3-1            | 3-2                | XXX   | 3-2              | 3-2      |
| Sesto Fiorentino   | 3-0     | 3-1     | 3-0       | 3-1            | 3-2                | 3-1   | XXX              | 3-1      |
| Vercelli           | 3-2     | 3-2     | 1-3       | 3-1            | 2-3                | 1-3   | 3-0              | XXX      |